# Eduardo Souto de Moura

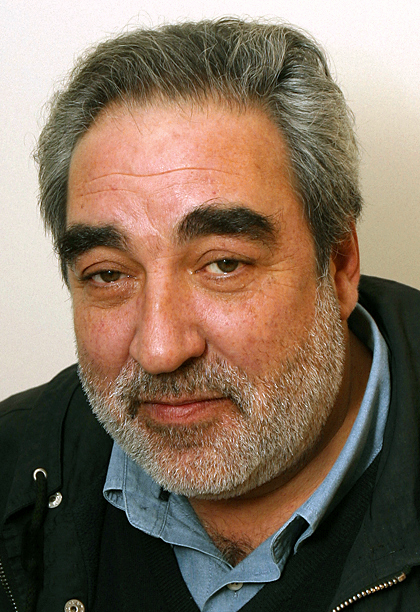
Eduardo Souto de Moura (2004)

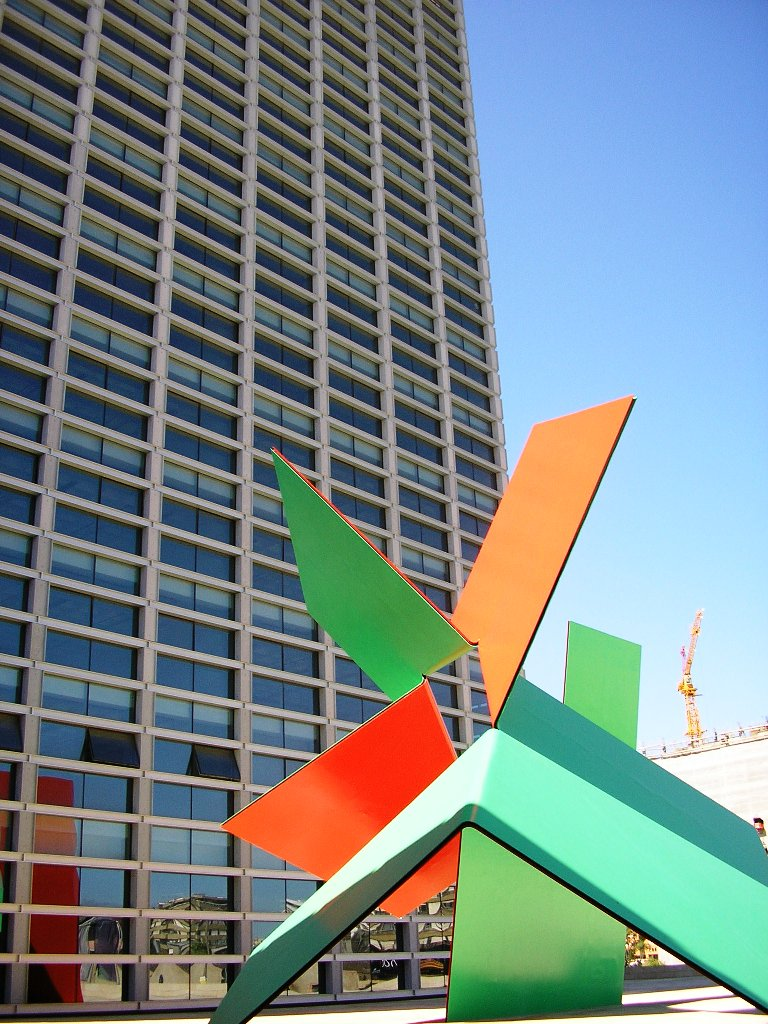
Gebäudefassade des Bürogebäudes Burgo Empreendimento in Porto hinter einer Statue des Malers und Bildhauers Ângelo de Sousa

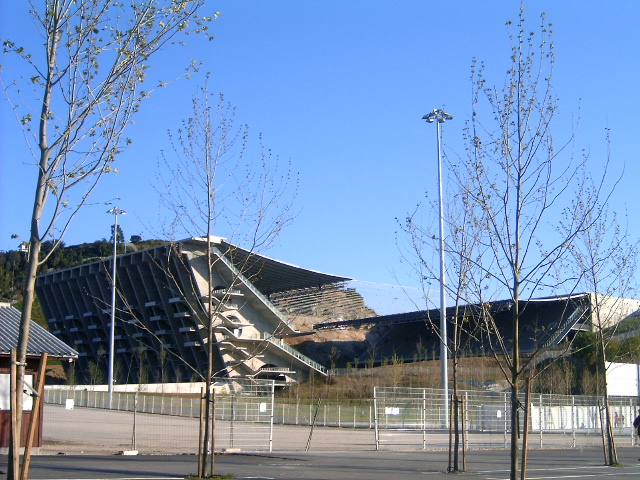
Städtisches Stadion in Braga, Portugal

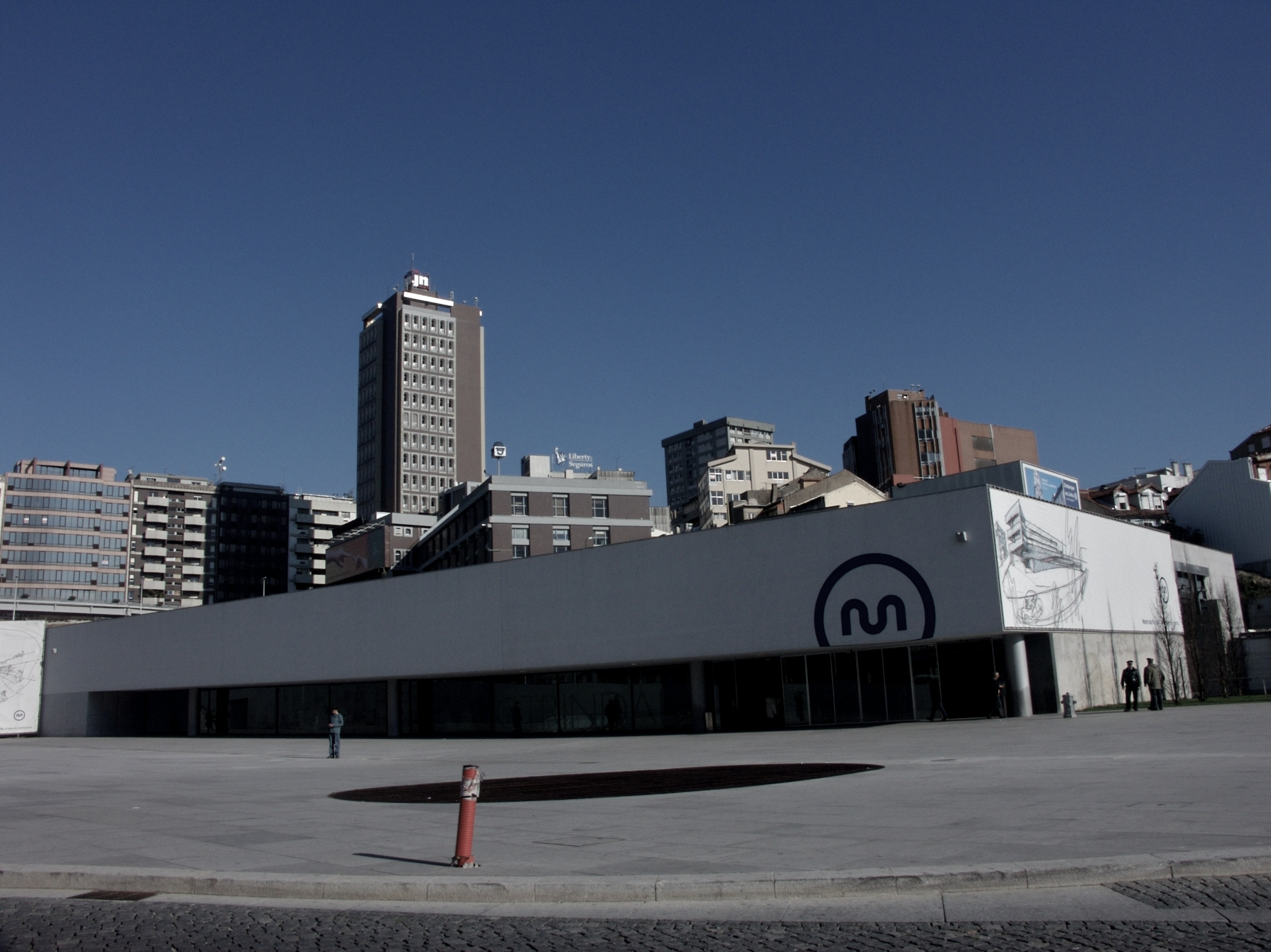
Metro-Bahnhof Porto Trindade in Porto

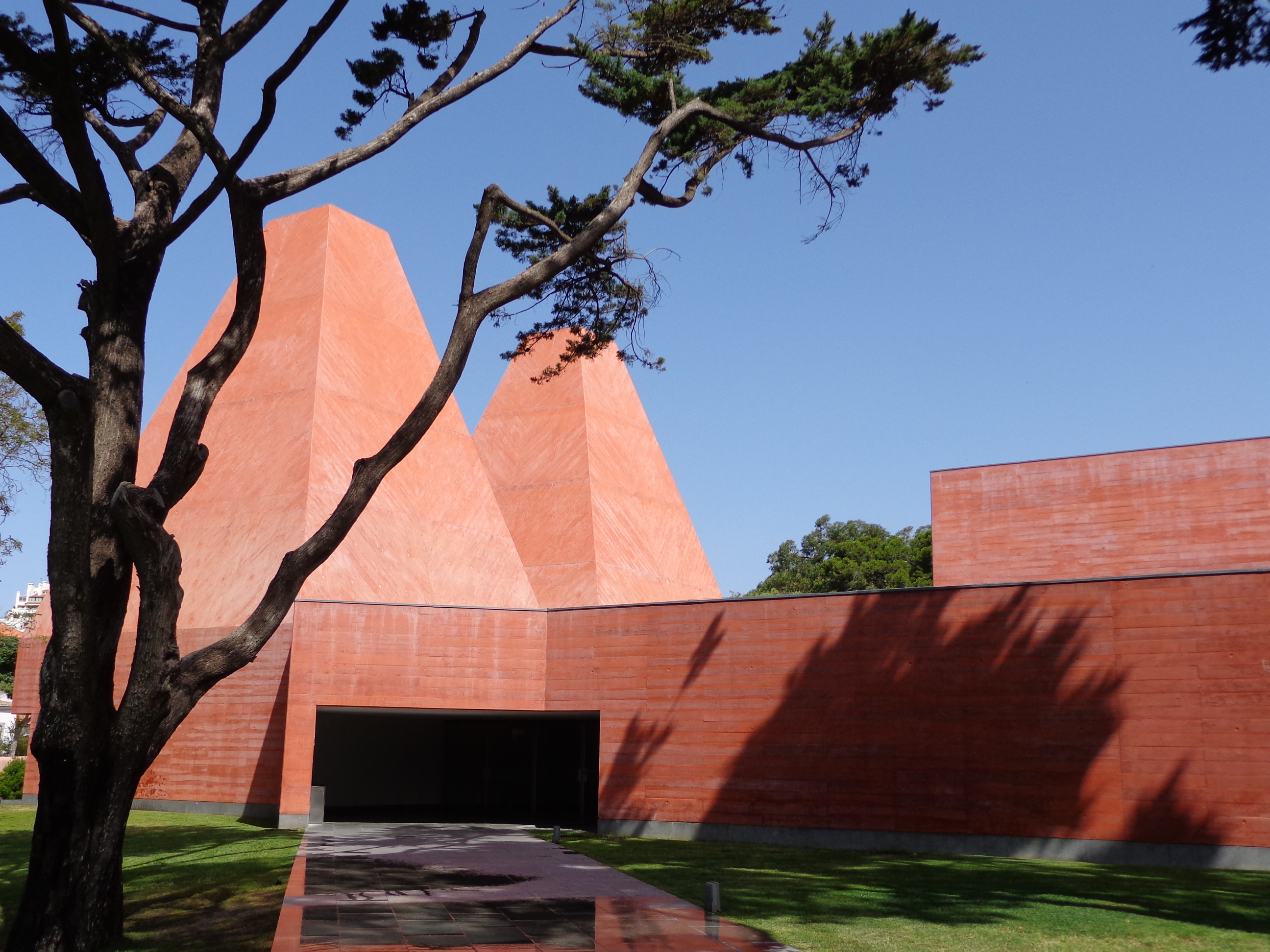
Casa das Histórias Paula Rego (2005-09), Cascais

Eduardo Elísio Machado Souto de Moura, auch kurz Souto Moura (* 25. Juli 1952 in Porto) ist ein portugiesischer Architekt.
Er gilt als einer der prominentesten Vertreter zeitgenössischer portugiesischer Architektur aus den Reihen der Escola do Porto. Für sein Lebenswerk wurde er 2011 mit dem Pritzker-Preis, dem wichtigsten Architekturpreis, ausgezeichnet.

## Leben
Während seines Architekturstudiums an der Escola Superior de Belas Artes do Porto, einer Abteilung der Fakultät für Architektur der Universität Porto, lernte Souto de Moura bei den bekannten Architekten Fernando Távora und Álvaro Siza Vieira. Während Siza – der den Pritzker-Preis 1992 erhielt – eine Weltkarriere startete, blieb Souto de Moura eher Nordportugal verhaftet, entwickelte allerdings früh einen eigenen Stil.
Bereits als Student arbeitete er als Architekt, ab 1974 mit Noé Dinis, von 1975 bis 1979 mit Siza. Ab 1980 betrieb er ein eigenes Architekturbüro, ein Jahr später überraschte er, indem er den Wettbewerb um das Kulturzentrum des Staatssekretariats für Kultur (Centro Cultural da Secretaria de Estado da Cultura) in Porto für sich entscheiden konnte. Das daraus geschöpfte nationale wie internationale Renommee konnte er mit dem Auftrag für einen Hotelneubau im historischen Zentrum von Salzburg erneut festigen.
1981 wurde Souto Moura Assistenzprofessor an der ESBAP in Porto, ab 1991 Professor. Er hatte Gastprofessuren an der École Nationale Supérieure d’Architecture de Paris-Belleville (ENSAPB), der Harvard University Graduate School of Design, der School of Architecture des University College Dublin, der ETH Zürich und der EPFL Lausanne inne. Seit 2010 ist er Mitglied der Akademie der Künste Berlin.
Souto de Moura lebt und arbeitet heute in Porto.

## Wirken
Schon früh wollte er seinen Bauten eine gewisse Stimmung verleihen, ohne dabei unnötige Elemente mit ins Spiel zu bringen. Nach seiner eigenen Aussage ist die Mauer für ihn das zentrale und tragende Element eines Bauwerkes. Aus dieser Grundlage heraus ist für Souto de Moura der Stein der wichtigste Baustoff. Neben Marmor und Granit als natürliche Steine verwendete er auch Beton als künstlichen Stein für die Umsetzung seiner Gestaltungskonzepte.
Noch während der jahrzehntelangen Salazar-Diktatur, unter der auch die Architektur korrumpiert wurde, waren Siza Vieria und Souto de Moura unter denjenigen, die den Aufbruch wagten, eine neue, künstlerisch ambitionierte und doch volksnahe Architektur wollten, die die drängende Wohnungsnot lösen sollte, die auch den kleinen Gemeinden im Schatten der größeren Städte neue Möglichkeiten eröffnete. Andererseits wollten sie bei allen Notwendigkeiten auch die Architektur als Kunst neu etablieren. Ihre Karriere begann jedoch erst nach der Nelkenrevolution 1974. „Es gab damals viel dialektischen Materialismus und wenig Pragmatismus.“ Für einen solchen und damit für erschwingliche Wohnungen setzte sich vor allem Siza Vieira ein, der damals bereits einen Namen hatte und mit dem er zwei Jahre beim Bau von Sozialwohnungen zusammenarbeitete.
Moura kritisiert, dass die Werke der modernen Architektur in Portugal heute oft vernachlässigt werden wie das von ihm entworfene Estádio Municipal de Braga, wo in einer durch Einbauten entstellten griechischen Säulenhalle heute VIP-Autos parken. Die Urheberrechte von Architekten würden in Portugal unzureichend anerkannt. Moura setzte sich anlässlich des Baus des Staudamms Foz Tua auch mit der Ökologiebewegung auseinander, die grüne Energie ohne Beton produzieren wolle (verde, sí; cemento, no). Das einzige seiner Werke, das nach seinen Aussagen nie kritisiert wurde, sei das Museum für die Malerin Paula Rego in Cascais: „Das gefällt sogar den Eseln.“

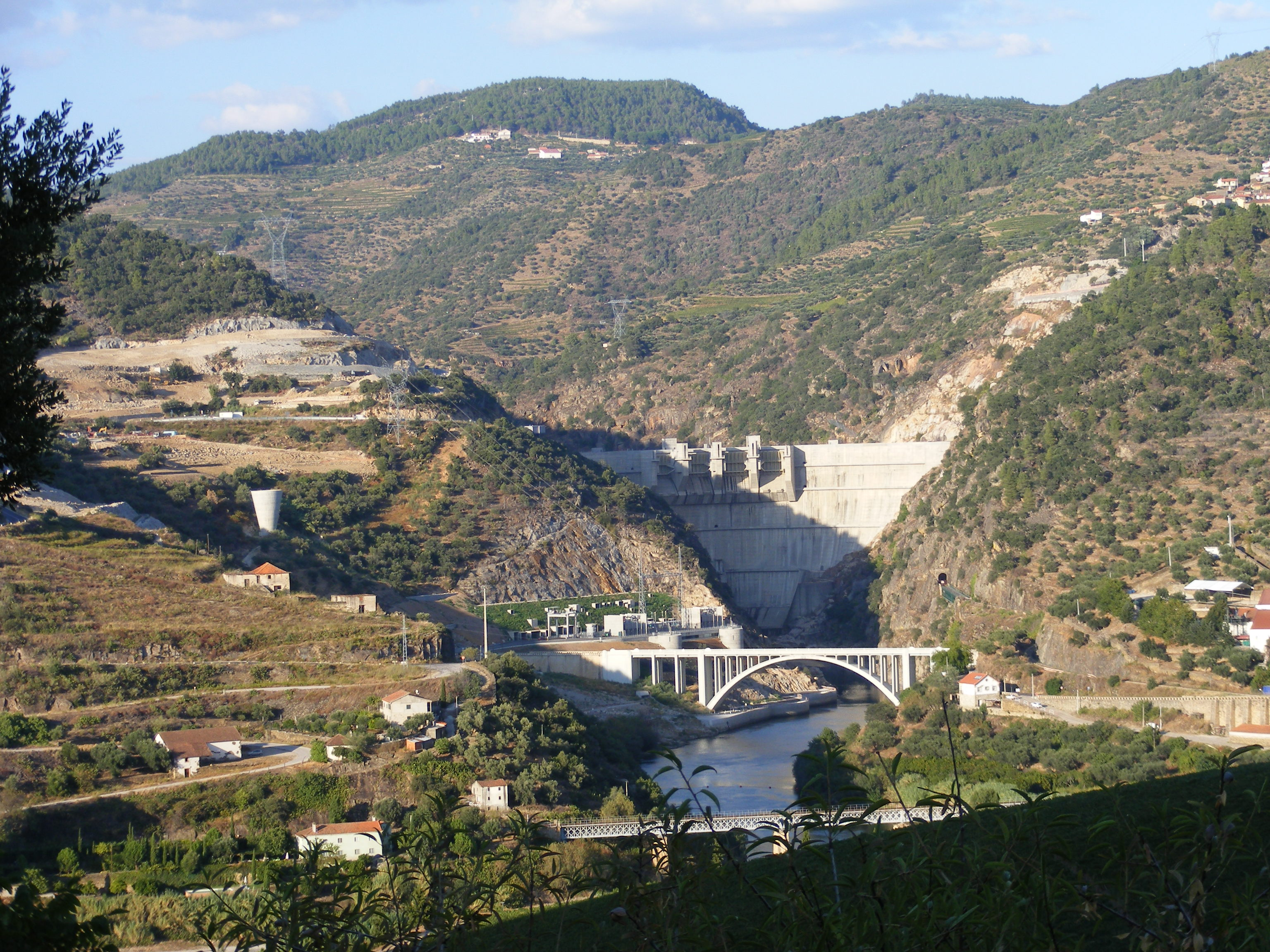
Staudamm Foz Tua

Souto de Moura gilt als ein Intellektueller, der gut lesbare Essays und Bücher über Architektur schreibt, die sich nicht wie viele Werke seiner Berufskollegen in Formdebatten und Prachtfotos erschöpfen. Zu selten sind sie bis zur Verleihung des Pritzker-Preises über die Grenzen Portugals hinaus beachtet worden.

## Ehrungen und Preise
- SECIL Architekturpreis
- Prix Biennal IberoAmericana für das Projekt Santa Maria do Bouro Inn
- Pessoa/98 Preis
- Goldmedaille für das Estádio Municipal de Braga der Internationale Vereinigung Sport- und Freizeiteinrichtungen (IAKS)
- Order of Merit
- 1985: Orden des Infanten Dom Henrique
- 1998: Prémio Pessoa
- 2001: Heinrich-Tessenow-Medaille
- 2004: Finalist Mies van der Rohe Preis für Estádio Municipal de Braga
- 2011: Pritzker-Preis[3]
- 2011: Ehrendoktor der Universität Aveiro[4]
- 2011: Mitglied der American Academy of Arts and Sciences
- 2012: Wolf-Preis[5]
- 2025: Praemium Imperiale[6]

Moura war mehrmals Gegenstand von Dokumentarfilmen, darunter als einer der sechs porträtierten Architekten in Michael Blackwoods Film The New Modernists: 6 European Architects (1992). 2012 widmete sich der US-amerikanische Regisseur Thom Andersen mit Reconversão dem Wirken Mouras.

## Ausstellungen
- The Vatican Chapels. Architekturbiennale von Venedig 2018[7]
- Souto Moura: Memória, Projectos, Obras. Casa da Arquitectura Matosinhos (bei Porto), 18. Oktober 2019 – 6. September 2020.

## Bauten (Auswahl)
- Nevogilde Haus 1 (1983)
- Nevogilde Haus 2 (1985)
- Renovierung und Umbau der Pousada Santa Maria do Bouro in Amares (1989–97)
- Institut für Geowissenschaften der Universität Aveiro (1990–94)[8]
- Kulturzentrum Porto (1991)
- Wohnhaus in der Rua do Teatro, Foz do Douro, Porto (1992–95)
- Kunstgalerie Porto (1997)
- Portugiesischer Pavillon auf der Expo 2000 (2000)
- Burgo Tower in Porto
- Städtische Fußballstadion in Braga (2000)
- Casa das Histórias Paula Rego (2005–09), Museum in Cascais bei Lissabon
- Villa in Bom Jesus bei Braga (2007)
- Schwimmbad von Caldelas (Amares)
- Staudamm Foz Tua bei Alijó (2011–16) mit einer schalungstechnisch extrem herausfordernden Form einer doppelt gekrümmten Dammkrone, in der ein Überlaufmechanismus integriert ist

Neben diesen herausragenden Projekten hat Souto de Moura viele Wohnhäuser und kleinere öffentliche Gebäude gestaltet. Ebenfalls seine Gestaltungshandschrift tragen die meisten U-Bahnhöfe in Porto, die in neuerer Zeit errichtet wurden. Seine Bauten stehen in Portugal, Spanien, Italien, Deutschland, Großbritannien und der Schweiz.

## Ehemalige Mitarbeiter
- Camilo Rebelo